# Florestan
 (juillet 2025).
Si vous disposez d'ouvrages ou d'articles de référence ou si vous connaissez des sites web de qualité traitant du thème abordé ici, merci de compléter l'article en donnant les références utiles à sa vérifiabilité et en les liant à la section « Notes et références ».
Florestan, né le 10 octobre 1785 à Paris et mort le 20 juin 1856, est le second fils du prince Honoré IV. Il devient prince souverain de Monaco le 2 octobre 1841, au décès de son frère aîné, Honoré V.

## Mariage et enfants
Il épouse en 1816 une jeune fille de la bourgeoisie champenoise, Caroline Gibert contre l'avis de ses parents. Ils ont deux enfants :
- le prince Charles (1818-1889)
- la princesse Florestine (1833-1897).

## Titulature
- 1785-1816 : Son Altesse sérénissime le prince Florestan de Monaco ;
- 1816-1819 : Son Altesse sérénissime le comte Grimaldi de Monaco (titré ainsi en raison d'un mariage non égal) ;
- 1819-1841 : Son Altesse sérénissime le marquis des Baux ;
- 1841-1856 : Son Altesse sérénissime le prince de Monaco.

## Un prince-comédien
Du fait d'être le cadet, Florestan n’a jamais été préparé à assumer le rôle de prince de Monaco. Il est acteur au théâtre de l’Ambigu-Comique et vit confortablement à Paris, dans l’hôtel de Créqui qu’il a acheté et restauré avec son épouse.
Cependant, il doit interrompre sa carrière pour hériter du trône monégasque à la mort de son frère Honoré V.
Durant son règne, le pouvoir réel réside entre les mains de son épouse la princesse Caroline. Pendant quelque temps, elle réussit à rétablir les finances des Grimaldi puis à alléger la situation économique difficile née de la nouvelle position de Monaco sous protectorat du royaume de Sardaigne plutôt que de la France. Le couple princier tente également de répondre aux demandes locales pour plus de démocratie. Il propose deux constitutions à la population, mais elles sont rejetées, particulièrement par les habitants de Menton. Quand ils constatent que leurs efforts sont voués à l'échec, Florestan et Caroline abandonnent le pouvoir à leur fils Charles, futur Charles III.
C’est toutefois trop peu, trop tard. Encouragées par les événements de 1848, les villes de Menton et Roquebrune, révoltées, se déclarent villes libres et se mettent sous la protection de la Sardaigne se plaçant ainsi dans un état politique indéterminé : gérées de facto par les sardes, mais restant monégasques de jure. Pensant être rattachées à la Sardaigne, elles sont finalement cédées à la France par Charles III en 1861 après l'annexion de Nice, moyennant des compensations financières et la mise en place d'une route impériale et le prolongement de la voie ferrée de Nice à Monaco.
Au moment du décès de Florestan, et ce malgré ses bonnes intentions, Monaco est un pays affaibli avec peu de perspective de prospérité financière. La tâche de remédier à cette situation est restée à son héritier.

## Armoiries
| Blason | Blasonnement : Fuselé d'argent et de gueules. |